# Freud (serie de televisión)
Freud es una serie de televisión producida entre Alemania, Austria y República Checa. Dirigida por Marvin Kren, fue estrenada el 24 de febrero de 2020 en el Festival de Cine de Berlín, donde abrió la sección Serie Berlinale con tres episodios de 55 minutos. Protagonizada por Robert Finster, Ella Rumpf, Georg Friedrich, Brigitte Kren, Christoph Krutzler, Anja Kling y Philipp Hochmair, se basa en la vida del famoso psicoanalista Sigmund Freud, aunque no narra una historia real.
El 23 de marzo de 2020 fue estrenada en la plataforma Netflix.

## Sinopsis
En la segunda mitad del siglo XIX, en la Viena imperial, una joven mujer es asesinada en extrañas circunstancias. Sigmund Freud, de treinta años, acaba de llegar a la ciudad de un viaje académico desde Francia y decide exponer la idea de la hipnosis a sus pares, con nefastos resultados. Sin quererlo, pronto se encuentra en medio de una peligrosa conspiración junto al veterano de guerra e inspector de policía Alfred Kiss y a la médium Fleur Salomé. Una serie de asesinatos y las aspiraciones de la condesa húngara Sofía que busca el favor del emperador a través de su hijo Rodolfo, el príncipe heredero austrohúngaro, completan la trama de la serie.

## Reparto
- Robert Finster: Sigmund Freud
- Ella Rumpf: Fleur Salomé
- Georg Friedrich: Alfred Kiss
- Brigitte Kren: Lenore
- Christoph Krutzler: Franz Poschacher
- Anja Kling: Sophia von Szápáry
- Philipp Hochmair: Viktor von Szápáry

## Producción
El rodaje de la serie tuvo lugar del 8 de enero al 21 de mayo de 2019 en Viena y, principalmente, en Praga. La serie fue producida por Wiener Satel Film (Heinrich Ambrosch) y Bavaria Fiction (Moritz Polter), así como por la Checa Mia Film. Marvin Kren trabajó como showrunner y productor ejecutivo durante la primera temporada.
La producción fue apoyada por Filmfonds Wien, el fondo de televisión Austria, así como Creative Europe MEDIA y el Czech Film Fund, la ORF y Netflix. ZDF Enterprises se hizo cargo de la distribución internacional.